# Teungoh Blang Mee
Teungoh Blang Mee is een bestuurslaag in het regentschap Aceh Besar van de provincie Atjeh, Indonesië. Teungoh Blang Mee telt 139 inwoners (volkstelling 2010).